# Flakbatterie Tabar

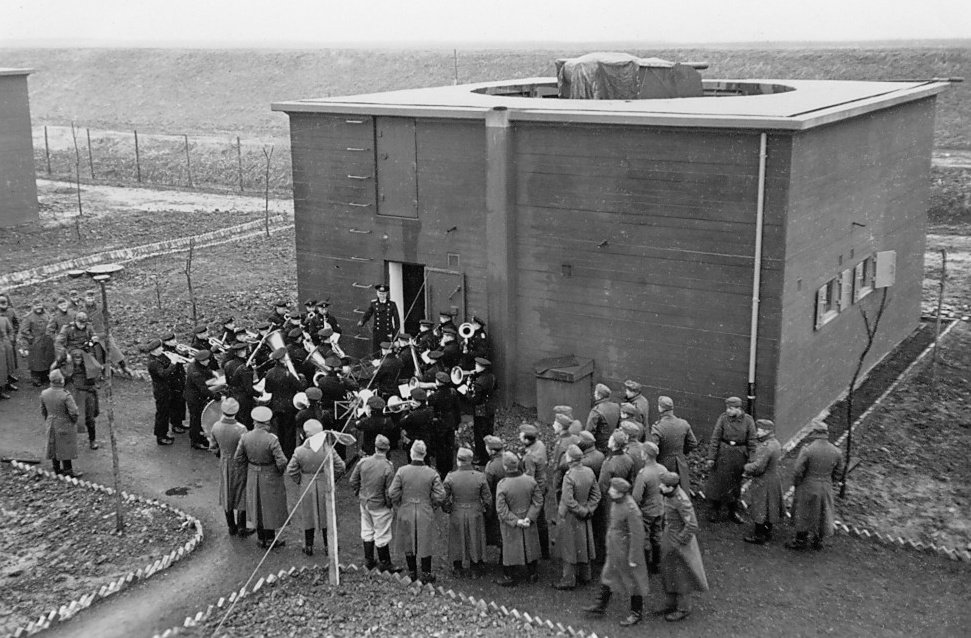
Einweihung von Tabar am Weserdeich (1939)

Die Flakbatterie Tabar war im Zweiten Weltkrieg eine verbunkerte Stellung der Marine-Flak im Süden Wesermündes. Der Name bezieht sich auf die Tabar-Inseln. Auch für die Marine-Flak-Abteilung 244 in Weddewarden war mit Upolu ein Bezug zu deutschen Kolonien im Pazifischen Ozean gewählt worden.

## Geschichte

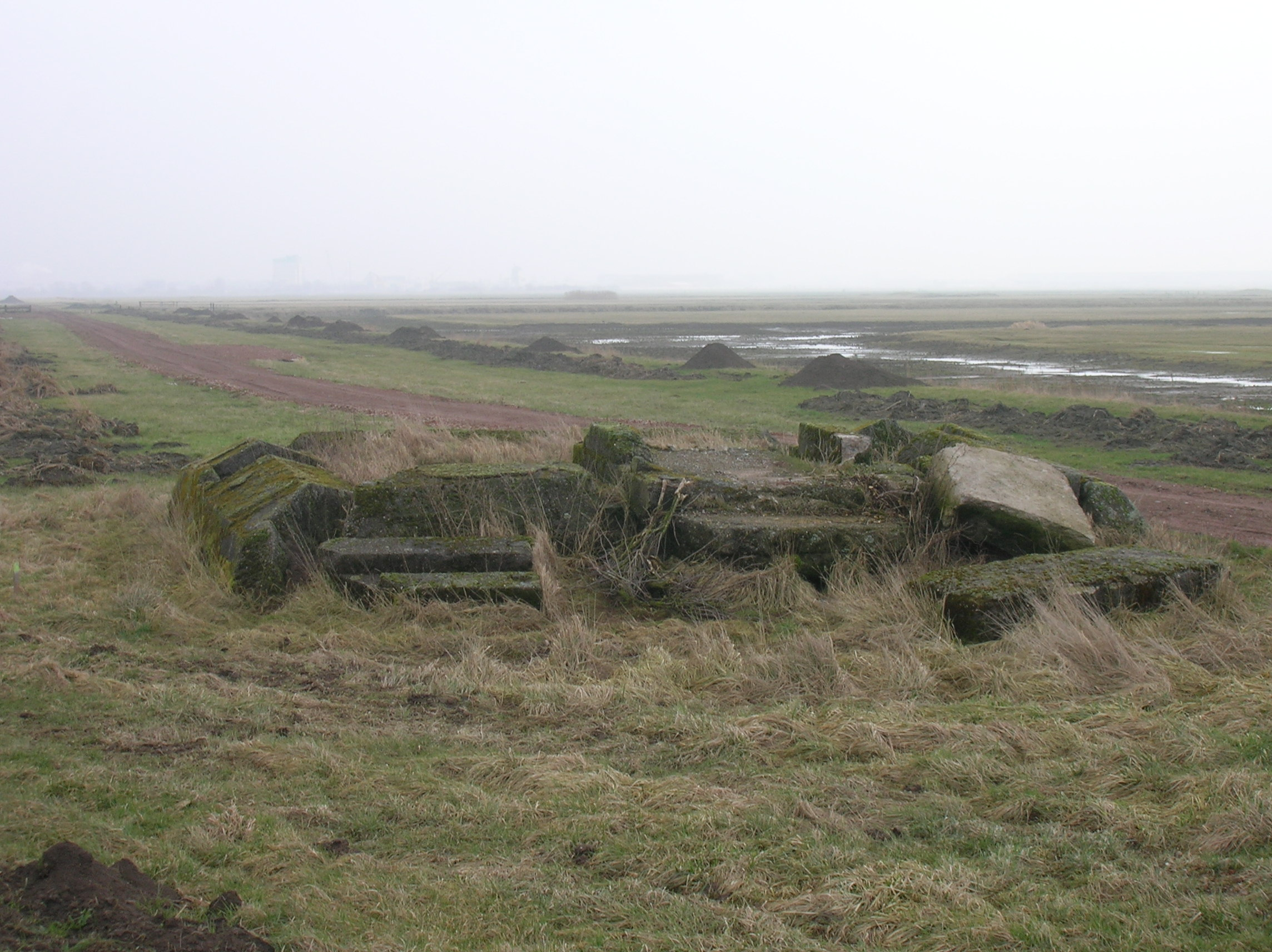
Bunkerreste von Tabar (2009)

Die schwere Flak-Stellung Tabar an der Mündung der Lune wurde am 24. August 1939 bezogen. Die aus dem ganzen Deutschen Reich zusammengezogenen Soldaten erhielten feldgraue Uniformen mit Schulterklappen der Kriegsmarine und trugen zwei gekreuzte Anker und die IV. Die Marinesoldaten wurden mit Lastkraftwagen nach Wesermünde gebracht und dort auf die schweren Flakstellungen verteilt. Als die ersten „Tabar“ erreichten, glich die Stellung noch einer Großbaustelle mit ausgehobenen Gräben, Gerümpel, Bauschutt und aufgeweichten Wegen. Über ausgelegte Bohlen erreichte man die Bunker, die weder Strom noch Wasser hatten. Zwischen Bretterbuden standen acht Flak-Bunker; von zwei anderen weiter südlich sind noch heute Reste zu erkennen.

### Alltag
Am Tag der Kriegserklärung Großbritanniens (3. September 1939) war die Stellung mit ihren drei 8,8-cm-Geschützen einsatzbereit. Zwei Tarnbunker, schwarze Dächer und rote Außenwände sowie die Anlage von Gärten, Obstbäumen und Wegen täuschten Aufklärungsflugzeugen eine Wohnsiedlung vor. Als im Winter 1940 eine Wasserleitung gelegt worden war, konnten die Toiletten in den Bunkern benutzt werden. Gegen Langeweile sollten monatliche Kameradschaftsabende und Veranstaltungen der Kraft durch Freude in der „Tabarina“ helfen. Die Soldaten schrieben Gedichte und Liedertexte, gründeten eine Musikkapelle und veranstalteten Bunte Abende. Drei schrieben ein Kriegstagebuch.

### Einsätze

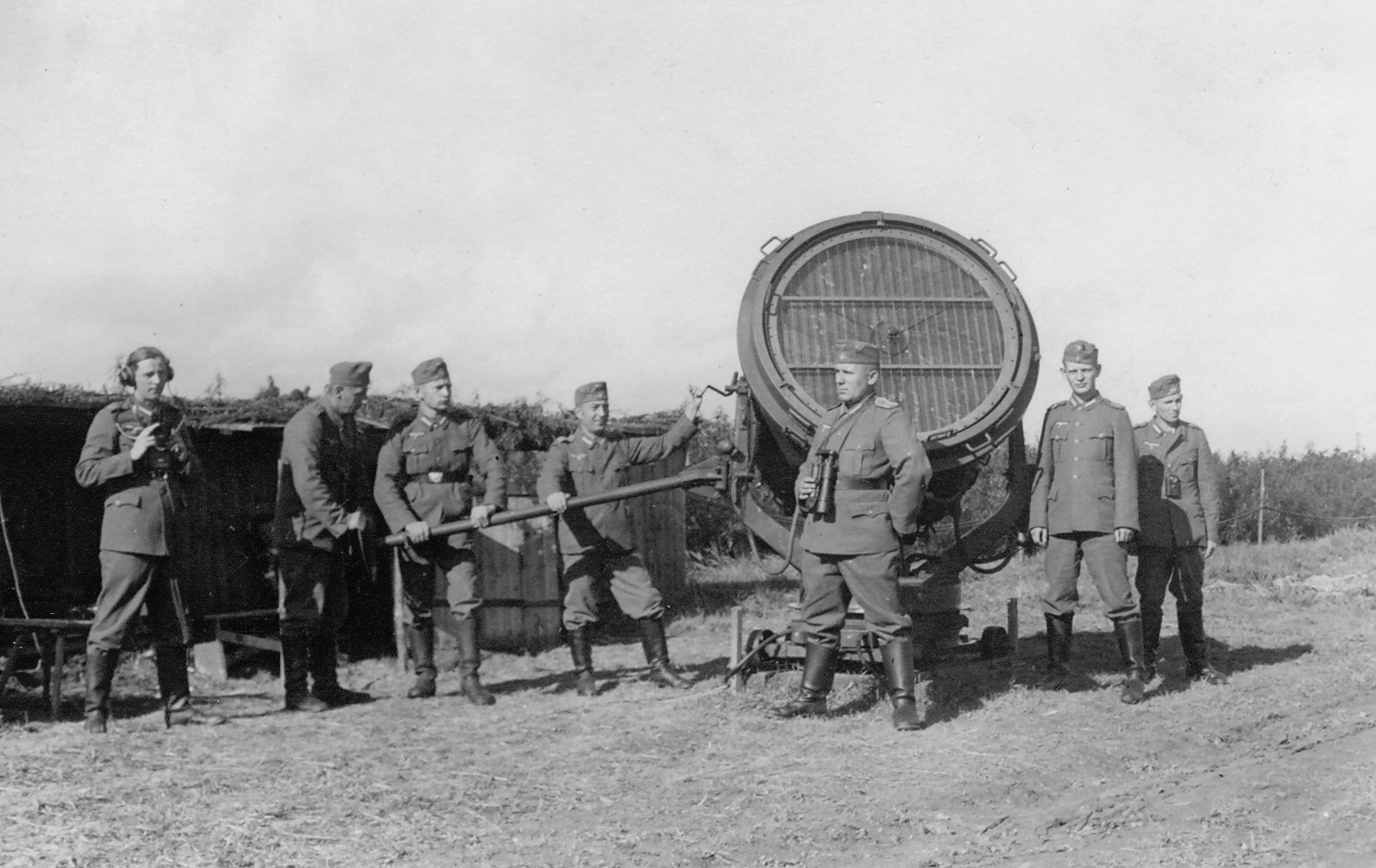
Scheinwerfer Tabar (1940)

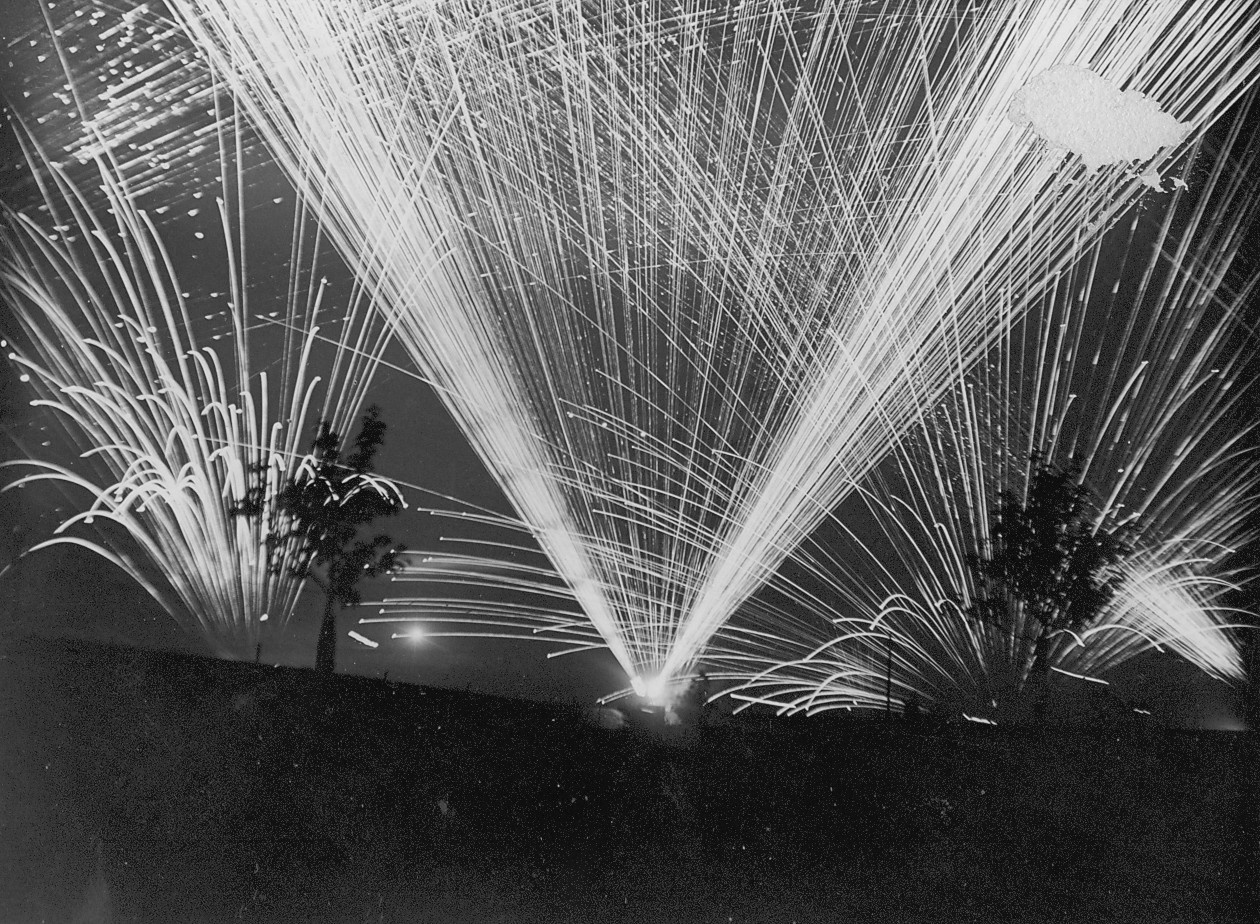
Nächtliches Flakschießen in Wesermünde (1941)

Mit einer Scheinwerfereinheit und einer Lafette gegen Tiefflieger verstärkt, bewährte sich die Flakbatterie im Sommer 1940; die ersten sechs Flugzeuge wurden abgeschossen. In der Nacht vom 15./16. Januar 1941 wurde die Stellung von englischen Tieffliegern mit Maschinengewehrfeuer angegriffen. Dabei verlor ein Soldat sein Leben. Die Bomberverbände der Royal Air Force überflogen Wesermünde nur noch bei Nacht und wurden von den Flakstellungen mit „Planfeuer“ beschossen. Bis 1941 wurden dabei 15 Flugzeuge abgeschossen. Die Stellung erhielt 1942 drei 10,5-cm-Geschütze. Für die Flaksoldaten änderte sich die Situation dramatisch, als die 6. Armee in der Schlacht um Stalingrad besiegt worden war. Sie mussten die entstandenen Lücken schließen. Viele von ihnen kehrten nicht zurück. Ihre Lücken wurden ab 1943 von Oberschülern der Jahrgänge 1926 bis 1928 (Luftwaffenhelfer) aufgefüllt. Bei einem Angriff der Eighth Air Force auf Wulsdorf am 3. Februar fanden 32 Menschen den Tod und es wurden 30 Wohnhäuser zerstört.
In der Nachkriegszeit wurden die Bunkeranlagen der Batterie Lune gesprengt. Die heruntergekommenen Baracken pachtete Gustav Kuhr für seine Lune-Werft.

## Unterstellung

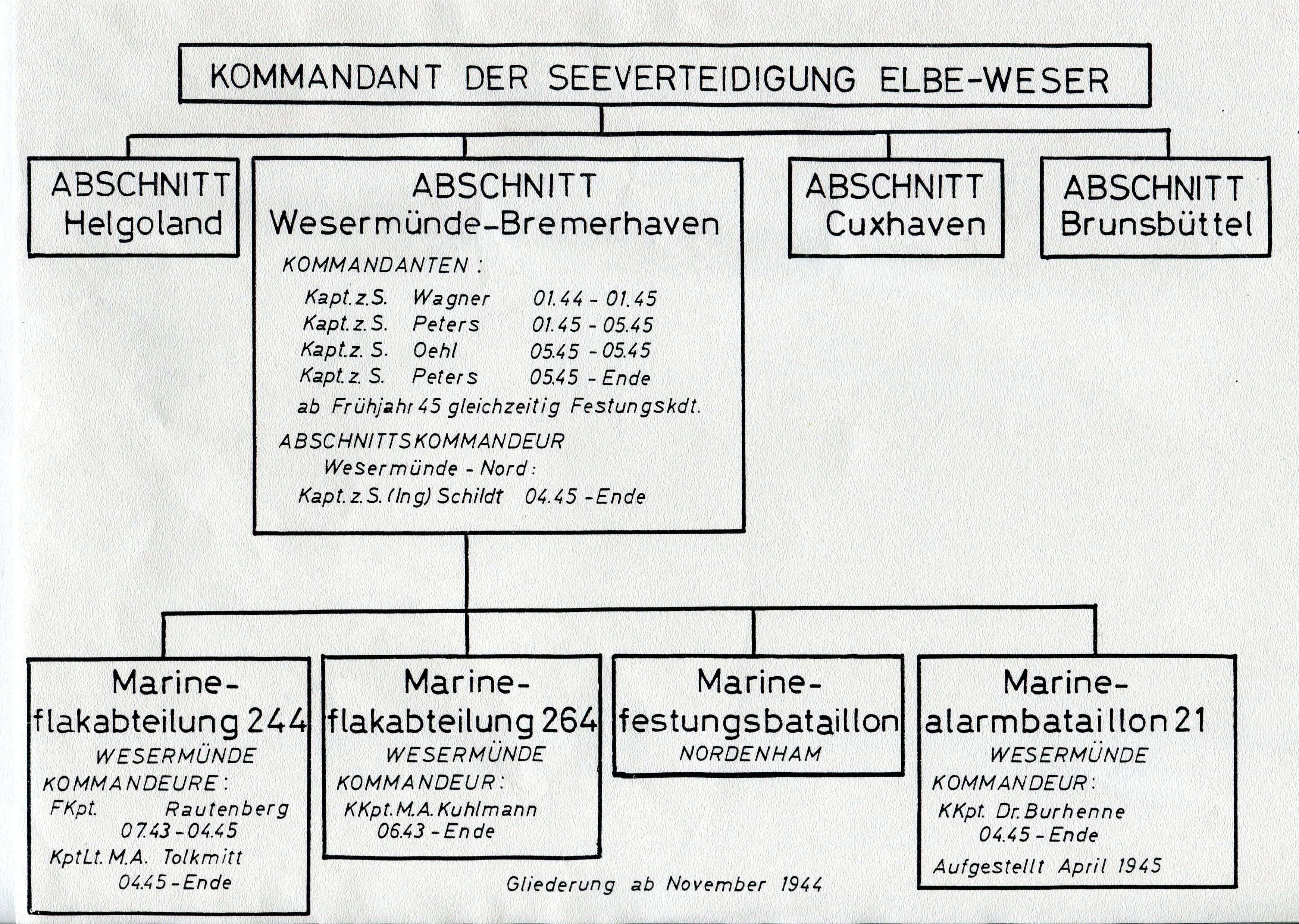
Kommandant Seeverteidigung Elbe-Weser (1944)

Die Flak- und Sperrbatterie Lune (Tabar) unterstand dem Flak-Kommandeur Wesermünde. Seine vorgesetzte Dienststelle war die Marine-Flak-Abteilung 244, die am 26. August 1939 in Weddewarden aufgestellt worden war.
Die Flakbesatzung bestand aus Berufssoldaten, Wehrpflichtigen und sehr vielen älteren Reservisten, die zwischenzeitlich im Zivilberuf tätig waren. Die Flak-Kommandeure Wesermünde waren Korvettenkapitän M.A. Dr. Duwe (August 1939), Fregattenkapitän Rautenberg (Juli 1943) und Kapitänleutnant M.A. Tolkmitt (April 1945).